# Гусман, Руй Диас де
Руй Диас де Гусман и Ирала (исп. Ruy Díaz de Guzmán e Irala; ок. 1559, Асунсьон, Вице-королевство Перу — 14 июня 1629, там же) — южноамериканский государственный деятель, колониальный чиновник Испанской империи. Губернатор Ла-Гуайры (1594—1596). Губернатор Сантьяго-де-Херес (1596—1599).Конкистадор. Исследователь Южной Америки. Хронист, первый писатель, родившийся в губернаторстве Рио-де-ла-Плата, историк, автор «Аргентинской истории провинции Рио-де-ла-Плата» (1612). Ситается первым метисом латиноамериканского происхождения гуарани, записавшим историю региона.
В ранней юности всупил в испанскую армию. Соратник испанского конкистадора Альвара Нуньеса Кабеса де Вака. В 1580 году участвовал в подавлении восстания в Санта-Фе, после чего отправился в Тукуман, где участвовал в основании города Сальта (ныне Аргентина).
В марте 1585 года новый губернатор Хуан де Торрес Наваррете назначил Руи Диаса де Гусмана — заместителем вице-губернатора Ла-Гуайры. В 1593 году во второй раз основал уничтоженный индейцами город Сантьяго-де-Херес-дель-Игурей, потратив около 12 000 песо или 36 000 реалов своих денег. Позже перенёс город Вилья-Рика-дель-Эспириту-Санто в более удобное место.
Участвовал в основании ряда городов, в том числе Вилья-Рика-дель-Эспириту-Санто, Сантьяго-де-Херес и Сан-Педро-де-Гусман.
В начале 1600-х годов занялся изучением летописей завоевания Перу. В 1606 г. поселился в городе Сантьяго-дель-Эстеро, где служил в Королевском казначействе, но из-за разногласий с губернатором Алонсо де Рибера вернулся в Чаркас, где начал работать над своей историей «Анналы открытий, населения и Завоевание Рио-де-ла-Плата», позднее известное как «Аргентинская история провинции Рио-де-ла-Плата», которое он закончил писать 25 июня 1612 года, ставшее первым аргентинским историческим трудом.
Он также написал две рукописи, в которых рассказывается об истории завоевания тогдашней провинции, где жили чиригуано; в настоящее время территория включает в себя всю область Гран-Чако в Боливии. Рукописи датированы 1617 и 1618 годами.